# The Changing of the Guardian
The Changing of the Guardian («Смена опекуна») — одиннадцатый эпизод двадцать четвёртого сезона мультсериала «Симпсоны». Выпущен 27 января 2013 года в США на телеканале «FOX».

## Сюжет
В Спрингфилде буря, и Симпсоны её пережидают, играя в настольную игру. Вдруг Лиза замечает торнадо, которое уносит Маленького Помощника Санты. Оставив детей, Мардж и Гомер с помощью Ленни и Карла отправляются спасать пса. У них удаётся это сделать, но Гомер и Мардж оказываются под упавшим зданием банка. Их освобождают, но Мардж по-прежнему обеспокоена тем фактом, что у детей нет хороших опекунов. Супруги расспрашивают Эйба, Пэтти и Сельму, Герба Пауэлла (который по неизвестным причинам снова стал бедным), Кирка и Луан Ван Хутен, и Клетуса и Брандину Спаклер, но сомневаются в них. Вскоре слухи о поисках опекуна распространяются по всему городу, и никто не хочет помочь Гомеру и Мардж.
Супруги не сдаются и ищут опекунов около береговой линии. Наконец, они замечают Мэва, профессионального сёрфера, и его жену Поршу, юриста. Барту и Лизе сразу же понравились Мэв и Порша, и поэтому последние соглашаются побыть опекунами детей на выходные. Гомер и Мардж несколько недель проводят время вместе. И тут Мардж видит семейное фото, на котором изображены Мэв, Порша и дети, и понимает, что опекуны хотят сделать детей членами их семьи. Гомер и Мардж направляются к дому опекунов. Мэв и Порша, узнав об их намерениях, отказываются возвращать детей, но те говорят, что им больше нравится жить с родителями, и остаются в родном доме.

## Использованные композиции
- Антонио Вивальди — «Allegro non molto», концерт «Зима» из цикла «Времена года» — Бог «пылесосит» земной шар

## Отношение критиков и публики
Эпизод просмотрело 5.23 миллионов человек 18-49 лет, и он получил рейтинг 2.3. Этот эпизод стал вторым по просматриваемости на «FOX» в воскресную ночь (первый — «Гриффины», «The Giggity Wife»).
Эпизод получил смешанные отзывы телевизионных критиков. Например, Роберт Дэвид Салливан из «The A. V. Club», дав эпизоду оценку «C», сказал: «Этот эпизод состоит из трёх частей: комическое представление стихийного бедствия; избитая история, как в ситкомах, где появляются множество второстепенных персонажей, и маленький отрывок, в котором семью отвергает „приглашённая звезда недели“». Он также отметил: «Всё происходит так быстро, что не возникает ни грусти, ни напряжённости, ни радости, ни смеха».